# Tarek Zaki
Tarek Zaki (Riyad, 1975) è un artista egiziano.
Vive e lavora a Il Cairo.

## Biografia
Nel 1998 Zaki ottiene il diploma accademico di Belle Arti presso l'Helwan University del Cairo.
Zaki ha esposto alla Kunsthalle Winterthur, in Svizzera, la Townhouse Gallery a Il Cairo, De Appel ad Amsterdam, Sfeir-Semler Gallery a Beirut, e Roemer-und Pelizaeus-Museuma a Hildesheim. 
Inoltre è stato in residenza presso l'International Studio and Curatorial Program (ISCP) di New York. 
(EN) 

## Tematiche
Il lavoro di Zaki si occupa di temi come il passaggio del tempo, le civiltà, la memoria e la rappresentazione della storia e del passato. 
Attraverso la creazione di monumenti, musei e artefatti (come installazioni scultoree) Zaki s'interroga su come le generazioni contemporanee e future leggono il passato. Dice lui stesso: "L'idea di un museo quale un'istituzione di fatti storici crea ambiguità e confusione, così come gli oggetti esposti sono spesso poco chiari. Questa mancanza di una verità definita porta lo spettatore a creare storie e teorie che si sovrappongono alla realtà." 
(EN) 

## Tecnica
Zaki usa poliestere, gesso e cemento per creare oggetti storici e strutture. La sua opera è sia monumentale che orientata al dettaglio. (EN) 

## Alcune opere

### Monument X
Monumento X del 2007 è un'installazione smontata in pezzi. Le sezioni di colonne, piedistalli, archi e parti del corpo scolpite in gesso e cemento sono deliberatamente tagliate e raggruppate. Non è chiaro se il monumento viene ripristinato o viene decostruito. L'aspetto del monumento integro e ciò che rappresenta rimane in dubbio. Alcune parti sono mancanti e viene lasciato il compito di completare l'intero quadro all'immaginazione degli spettatori. (EN) 

### Time Machine
In Time Machine: remembering tomorrow del 2004, l'artista crea un ambiente museale per manufatti archeologici inserendoli in vetrine, imitando l'illuminazione tradizionale del museo. La Time Zone 1 è un luogo nel quale lo spettatore percepisce la mostra nel presente e legge i manufatti come autentici oggetti d'arte contemporanea. Nel frattempo nella Time Zone 2 lo spettatore percepisce se stesso nel presente mentre vede i manufatti archeologici del futuro, una sorta di profezia. In questa zona, i manufatti esistono come oggetti trovati o Ready-made. Forse sono commenti futuristici, socio-culturali e antropologici del nostro attuale stato di cose. Infine, un'inversione di quest'ultimo fuso orario conduce alla Time Zone 3, in cui lo spettatore si immagina nel futuro esaminando i resti romanzati del nostro tempo contemporaneo. Abbracciare la Time Zone 3 potrebbe portare ad un senso di rimorso, e forse anche una leggera catarsi. Sia che si accetta lo scenario del "fuso orario" oppure no, ciò che è in mostra rappresenta una visione di Déjà vu sui tempi moderni. (EN) 

## Mostre

### Mostre personali
- 2007 Monument X, Townhouse Gallery, Il Cairo, Egitto
- 2004 Time Machine: Remembering Tomorrow, Townhouse Gallery, Il Cairo, Egitto
- 2002 Objects of Time, Townhouse Gallery, Il Cairo, Egitto
- 1999 Joint Exhibition with Tamer Assem, AL Hanager Art Center, Il Cairo, Egitto

### Mostre collettive
- 2009 Mythologies, Haunch of Venison, Londo
- 2009 Collection Dubai, SMART Project Space, Amsterdam
- 2009 Intimate Geographies, Botin Foundation, Santander, Spagna
- 2008 New Ends, Old Beginnings, Bluecoat Gallery, Liverpool
- 2008 Antkhana: Museum as Hub, The New Museum, New York
- 2007 Out of Place, Sfeir-Semler Gallery, Beirut.
- 2007 Roemer-und Pelizaeus-Museum, Germania
- 2006 Downloads from Future, Kunsthalle Winterthur, Winterthur, Svizzera
- 2006 And Townhouse Gallery, Il Cairo, Egitto
- 2006 Open Studio, Art Omi, New York, Stati Uniti
- 2004 Under Construction, Mayrau Museum, Kladno, Repubblica Ceca
- 2002 Haunted by Detail, curated by DeAppel Curatorial Training Program, De Appel, Amsterdam, Paesi Bassi
- 2001 2nd Al Nitaq Festival of Visual Arts, Il Cairo, Egitto
- 2000 Espace Karim Francis, Cairo, Egitto
- 1998 10th Salon of Youth, Akhenaton Arts Center, Il Cairo, Egitto

(EN) 